# Moskovskaja (metropolitana di San Pietroburgo)
Moskovskaja (in russo Моско́вская?) è una stazione di metropolitana della linea 2 della metropolitana di San Pietroburgo, inaugurata il 25 dicembre 1969.
Situata a circa 29 metri sotto la sede stradale, è, come quasi tutte quelle della stessa linea, dotata della tecnologia di sicurezza definita ascensore orizzontale; l'atrio è infatti chiuso da porte che impediscono l'accesso diretto ai binari, che sono convenientemente spaziate per essere aperte in corrispondenza delle aperture delle vetture metrotranviarie e che vengono sbloccate solo in concomitanza dell'arresto del convoglio.
Situata verso il termine meridionale del Moskovskij prospekt è la stazione più vicina alla ploščad' Pobedy (piazza della Vittoria) dove è stato eretto un mausoleo in ricordo delle vittime dell'Assedio di Leningrado.